# Maple (Wisconsin)
Maple es un pueblo ubicado en el condado de Douglas en el estado estadounidense de Wisconsin. En el Censo de 2010 tenía una población de 744 habitantes y una densidad poblacional de 8,94 personas por km².

## Geografía
Maple se encuentra ubicado en las coordenadas 46°36′29″N 91°42′17″O / 46.60806, -91.70472. Según la Oficina del Censo de los Estados Unidos, Maple tiene una superficie total de 83.22 km², de la cual 83.21 km² corresponden a tierra firme y (0%) 0 km² es agua.

## Demografía
Según el censo de 2010, había 744 personas residiendo en Maple. La densidad de población era de 8,94 hab./km². De los 744 habitantes, Maple estaba compuesto por el 95.97% blancos, el 0.13% eran afroamericanos, el 0.94% eran amerindios, el 0.4% eran asiáticos, el 0% eran isleños del Pacífico, el 0.13% eran de otras razas y el 2.42% pertenecían a dos o más razas. Del total de la población el 0.67% eran hispanos o latinos de cualquier raza.